# 西格蒙德·迈因卡
西格蒙德·迈因卡（德語：Siegmund Mainka，1968年7月4日—），德国男子帆船运动员。他曾代表德国参加2008年、2012年和2016年夏季残疾人奥林匹克运动会帆船比赛，获得一枚金牌和一枚银牌。